# Frans Kjellman
Frans Reinhold Kjellman (4. november 1846 – 22. april 1907) var en svensk botaniker og professor i botanik og praktisk økonomi ved Uppsala Universitet 1899-1907. Han var særligt specialiseret i arktiske marine alger. Han opdagede Ishavets artsrige algeflora og at algesamfund udvikles selv under polarisen. Han deltog i flere af A.E. Nordenskiölds polarekspeditioner, bl.a. Vega-ekspeditionen 1878-80.